# Kombinat Kunstleder und Pelzverarbeitung

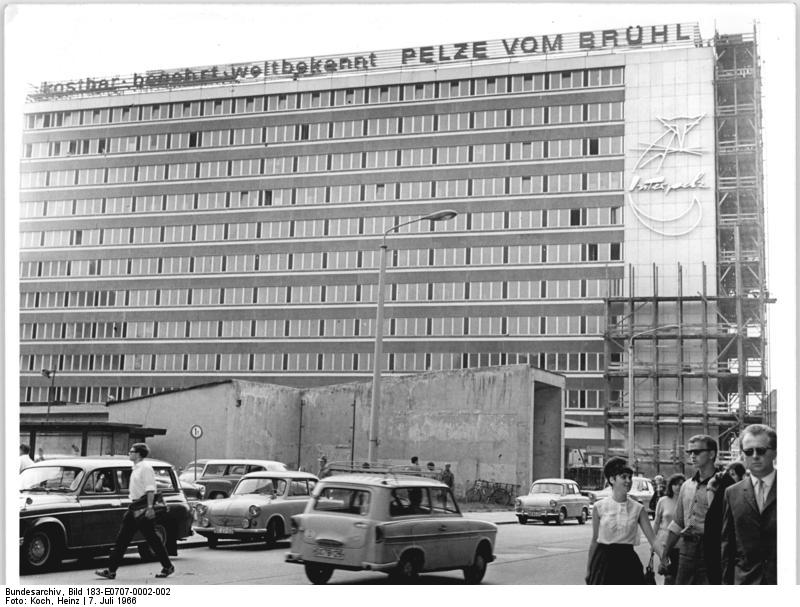
Gebäude des Außenhandelsunternehmens Interpelz am Leipziger Brühl

Der VEB Kombinat Kunstleder und Pelzverarbeitung Leipzig war ein Kombinat in der Deutschen Demokratischen Republik.
Die Betriebe des Kombinats waren Hersteller von Kunstleder, Fußbodenbelag, PVC-Weichfolie, zugerichteten Pelzfellen, Pelzkonfektionen und speziellen Ledersortimenten.
Das Kombinat wurde 1979 gegründet und war Nachfolger der VVB Leder und Kunstleder, die zum selben Zeitpunkt aufgelöst wurde. Nach Auflösung der VVB wurde das Kombinat zur leitenden Organisation des Industriezweigs. Das Kombinat unterstand dem Ministerium für Leichtindustrie. Weitere zentral geleitete Kombinate im Zuständigkeitsbereich dieses Ministeriums sind in der Liste von Kombinaten der DDR aufgeführt. Im Zuge der Wende und der anschließenden Wiedervereinigung wurde das Kombinat 1990 aufgelöst, und seine Betriebe wurden privatisiert.

## Zugehörige Betriebe
Zum Kombinat gehörten zuletzt die folgenden Betriebe: 
- VEB Kunstleder Borsdorf; (Stammbetrieb)
- VEB Bitu-Chemiewerk Guben
- VEB Brühlpelz Leipzig; (Leitbetrieb für Rauchwaren)
- VEB Cowaplast-Werke Coswig; (Leitbetrieb für PVC-Weichfolie)
- VEB Dresdner Pelze Dresden
- VEB Edelpelz Schkeuditz[4]
- VEB Elegant Beucha
- Forschungsinstitut für Leder- und Kunstledertechnologie Freiberg
- VEB Kunstlederwerk Spitzkunnersdorf
- VEB Kunststoffdruck Münchenbernsdorf
- VEB Lederfabrik Camburg
- VEB Lederfabrik Coswig
- VEB Lederfabrik Kirchhain
- VEB Lederfabrik Schmölln
- VEB Lederfabrik Weida
- VEB Lederwerk „August Apfelbaum“ Neustadt-Glewe
- VEB Lederwerke Neustadt Orla
- VEB Leipziger Spezialmaschinenfabrik
- VEB Linoleumwerk Kohlmühle
- VEB Modell Augustusburg
- VEB Pelzbekleidung Delitzsch
- VEB Pelzbekleidung Markranstädt
- VEB Pelzhandel am Brühl
- VEB Pelzkonfektion Weinbröhla
- VEB Pelzverarbeitung Ebersbrunn
- VEB Plastbelag Dessau; (Leitbetrieb für Fußbodenbelag)
- VEB Plastwerkstoffe Ehrenfriedersdorf
- VEB Sachsenpelz Naunhof
- VEB Sämischlederfabrik Nossen
- VEB Stadtpelz, Leipzig
- VEB Thermoplastwerk Neugersdorf
- VEB Trommelfell Altenburg
- VEB Vogtländische Kunstlederfabrik Tannenbergsthal; (Leitbetrieb für Kunstleder)
- VEB Zentrale Forschungs- und Entwicklungsstelle für die Kunstlederindustrie Coswig
- VEB Zentraler Projektierungs- und Ratiobetrieb Borsdorf